# Ode de Güldencrone
Ode de Güldencrone  (1º de setembro de 1840, em Skanderborg – 14 de julho de 1880, em Paris) foi um oficial da marinha dinamarquesa, irmão de Carl e Christian Güldencrone e de Emil Gyldenkrone.

## Biografia
Ele era filho do administrador distrital e camareiro Christian Frederik, Barão Güldencrone, e de Marie Sophie Frederikke Bardenfleth. Tornou-se cadete em 1853 e tenente em 1860. Em 1860-61, serviu a bordo da fragata Sjælland em viagem ao Império do Brasil e às Índias Ocidentais Dinamarquesas. Em 1861, esteve no navio de linha Frederik VI, e em 1862, na fragata Thetis .
Em 1863, obteve licença de três anos para ingressar no serviço naval grego como ajudante de ordens do rei Jorge I da Grécia . Retornou à Dinamarca em 1864 e apresentou-se para o serviço, servindo naquele mesmo ano na fragata blindada Dannebrog. Entre 1866 e 1868, permaneceu à disposição (à la suite), retornando depois ao serviço grego como ajudante do rei Jorge I.
Foi promovido a primeiro-tenente em 1868 e, entre 1869 e 1870, serviu na fragata Sjælland durante sua viagem ao Mediterrâneo para a inauguração do Canal de Suez. Em 1870, serviu na fragata blindada Peder Skram, e em 1871, na fragata Jylland. Entre 1872 e 1873, comandou o navio a vapor Eideren no serviço postal. Em 1873, foi afastado do quadro regular da marinha dinamarquesa e retornou ao serviço naval grego, onde foi promovido a comandante e continuou como ajudante do rei.
Em 1877, Güldencrone fundou a força grega de torpedos e tornou-se seu primeiro comandante. Adoeceu em outubro de 1879 e faleceu no verão seguinte. Está sepultado no cemitério de Père Lachaise.
Foi condecorado como Cavaleiro da Ordem de Dannebrog em 21 de setembro de 1867 e recebeu a distinção de Dannebrogsmand em 29 de setembro de 1876.
Casou-se em 8 de abril de 1866, em Atenas, com a condessa Diane Gabrielle Victoire Marie Clémence de Gobineau, filha do conde Joseph Arthur de Gobineau, embaixador francês em Atenas entre 1864 à 1866, e de Clémence Gabrielle Monnerot.
A Biblioteca Real da Dinamarca possui duas fotografias de Ode de Güldencrone.